# 伊萬尼夫卡 (利沃夫區)
49°33′52″N 24°37′15″E / 49.56444°N 24.62083°E
伊萬尼夫卡（烏克蘭語：Іванівка）是位於烏克蘭西部的村莊，由利沃夫州利沃夫區的佩列梅什利亞內市鎮負責管轄。該村面積2.95平方公里，海拔高度264米，2001年該村落人口535。